# Di tinh
Di tinh là hiện tượng tinh dịch chảy ra ngoài ở nam giới mà không có kích thích tình dục hoặc sự cương cứng của dương vật. Di tinh có thể xảy ra trong lúc ngủ gọi là mộng di hoặc lúc thức (lúc tiểu tiện hoặc đại tiện) gọi là hoạt di.
Di tinh và mộng tinh là hiện tượng bình thường của cơ thể nếu như không xuất hiện nhiều hoặc không kèm theo triệu chứng khác. Di tinh và mộng tinh có thể xảy ra nhiều hơn ở nam giới độ tuổi dậy thì. Đây là một cơ chế giải phóng tinh dịch khi không có thủ dâm hoặc quan hệ tình dục.